# الظاهرية (أعزاز)
الظاهرية قرية سوريّة تتبع إداريّاً لمحافظة حلب منطقة أعزاز ناحية صوران، بلغ تعداد سكانها 194 نسمة حسب التعداد السكاني لعام 2004.